# Манфред, Роб
Роберт Ди. Манфред младший (англ. Robert D. Manfred Jr.; род. 28 сентября 1958 в Роме) — американский юрист, бизнесмен, и десятый Комиссар бейсбола. Занимал должность главного операционного директора МЛБ и 25 января 2015 года сменил Бада Селига на посту комиссара бейсбола.

## Рание годы
Манфред родом из Рома (штат Нью-Йорк). Он поступил в Ромскую бесплатную академию, которую окончил в 1976 году. Манфред поступил в Колледж Лемойне и обучался там с 1976 по 1978 год, прежде чем был переведен в Корнеллский университет. Окончил Корне́лл и Гарвардскую школу права.
После юридической школы, он работал клерком для судьи Джозеф Л. Тауро в окружном суде Соединённых Штатов по округу штата Массачусетс. Он стал партнером в «Morgan, Lewis & Bockius», сосредоточив внимание на трудовом праве.

## МЛБ
В 1987 году Манфред начал работать с Главной лигой бейсбола (МЛБ) во время коллективного трудового спора. Во время Страйка МЛБ 1994/95, он служил в качестве внешнего консультанта для владельцев. Он присоединился к МЛБ на постоянной основе в 1998 году, в качестве исполнительного вице-президента по экономике и дел лиги. Манфред вёл переговоры о первом соглашении о тестировании наркотиков в МЛБ с Ассоциацией игроков МЛБ (MLBPA) в 2002 году, и представлял MLB в переговорах с MLBPA при формировании новых коллективных переговоров соглашения в 2002, 2006 и 2011 годах. В 2013 году Манфред был во главе расследования скандала биогенеза в МЛБ.
В конце 2013 года комиссар бейсбола Бад Селиг назначил Манфреда главным операционным директором МЛБ. Позиция была вакантной с 2010 года, когда Селиг уволил Боба Дупай. После объявления отставки Селига, во время межсезонья 2014, Манфред был финалистом-преемником на пост комиссара.
14 августа 2014 года, владельцами МЛБ Манфред был избран, победив председателя «Бостон Ред Сокс» Тома Вернера и исполнительного вице-президента по бизнесу МЛБ Тима Броснана. Манфред вступил в должность 25 января 2015 года. Он заявил, что его основными задачами в качестве комиссара будет молодежь, обхват технологий, ускоренный темп игры, укрепления отношений игроков, а также создание более единой бизнес-операции.

## Личность
Выросший в северной части штата Нью-Йорк, Манфред был поклонником «Нью-Йорк Янкис». Его отец возглавлял подразделение Рима по производству меди и латуни, а его мать была школьной учительницей. У него есть старшая сестра и младший брат.
Манфред женат и имеет четверых детей. Он является членом совета католической школы Святого Младенца в Райе. Его дочь Меган Манфред замужем за Тимоти Петрелья, сын президента «UnitedHealthcare Community and State» Миннетонка, штат Миннесота при католической Церкви непорочного зачатия в Слипи-Холлоу. Его сын Майкл женился на Эшли Аллен в католической преображенской церкви в Тарритауне.